# 剑叶暗罗
剑叶暗罗（学名：Polyalthia lancilimba）为番荔枝科暗罗属的植物，是中国的特有植物。分布在中国大陆的云南等地，生长于海拔200米的地区，多生在山地林中，目前尚未由人工引种栽培。